# Javier Ribalta
Javier Ribalta est un dirigeant de football espagnol, né le 14 septembre 1980 à Barcelone en Espagne. Depuis 2024, il occupe le poste de directeur du football à l'AEK Athènes.

## Biographie

### Carrière de recruteur

#### Recruteur au Torino FC (2008-2009)
En 2008, il rencontre Mauro Pederzoli, alors responsable du recrutement à Liverpool. L’entente entre les deux hommes est directe si bien que lors de la signature de Pederzoli au Torino, il nomme Ribalta en tant que scout du club turinois. 

#### Recruteur à l'AC Milan (2009-2011)
Les deux hommes rejoignent ensuite l'AC Milan durant deux saisons. 

#### Responsable du recrutement au Novare Calcio (2011-2012)
En 2011, Ribalta obtient le poste de responsable du recrutement du club de Novare Calcio en Serie B mais n’y reste qu’une saison en raison de l’instabilité du club. Au cours de cette saison, il repère le jeune portugais Bruno Fernandes qui évolue avec les moins de 19 ans de Boavista FC. Le club débourse 40 000 euros pour le recruter et le vend 2,5 millions un an plus tard à l’Udinese.

#### Responsable du recrutement à la Juventus (2012-2017)
En 2012, le Catalan rejoint l’autre club de Turin, la Juventus FC en tant que responsable du scouting. Lors de ses cinq années à la Juventus, Ribalta réussit à enrôler gratuitement le jeune milieu français Paul Pogba en quête de temps de jeu à Manchester United en 2012. Le Français sera vendu pour près de 100 millions d’euros en 2016 à son ancien club. En 2014, il convainc le jeune Kingsley Coman, en fin de contrat stagiaire au Paris Saint-Germain, de rejoindre les rangs de la Vieille Dame. En 2015, il réussit à faire signer Sami Khedira, en fin de contrat, en provenance du Real Madrid. En 2017, Ribalta en collaboration avec le directeur sportif Fabio Paratici et Beppe Marotta, parvient à faire venir Dani Alves à la Juventus grâce à l’existence d’une clause secrète dans le contrat du latéral brésilien. Entre 2015 et 2017, le Barcelonais de naissance a l’occasion de collaborer étroitement avec son compatriote Pablo Longoria qui occupe le poste de directeur du recrutement du club piémontais. Fort de ses signatures, le quotidien sportif Mundo Deportivo lui donne le surnom de « Monchi de la Juventus » en référence au directeur sportif du FC Séville.

#### Responsable du recrutement à Manchester United (2017-2018)
En 2017, l'Espagnol rejoint Manchester United en qualité de responsable du recrutement. Il est notamment à l’origine des signatures de Nemanja Matić, Alexis Sánchez ou encore de Romelu Lukaku. 

### Carrière de dirigeant

#### Directeur sportif de l'UE Castelldefels (2007-2008)
Né à Barcelone, il entame sa carrière dans le milieu du football en tant qu’éducateur et entraîne les enfants de l’école San Ignacio. De plus, il sillonne les terrains de Catalogne pour observer les joueurs les plus prometteurs de 9h le samedi à 21h le dimanche comme il l’affirme au média Clean Sheet. Grâce à ce travail d’acharné, il embrasse ensuite la carrière de directeur sportif du club de l’UE Castelldefels, pensionnaire de Segunda División B (niveau qui correspond à la troisième division espagnole) en 2007.

#### Directeur sportif au Zénith Saint-Petersbourg (2018-2021)
En juillet 2018, il quitte l’Angleterre pour le Zénith Saint-Petersbourg où il est nommé directeur sportif. En Russie, il est notamment impliqué dans la vente de l'Argentin Leandro Paredes au Paris Saint-Germain pour près de 40 millions d’euros, ce qui permet au Zénith de dégager des moyens pour faire venir Sardar Azmoun ou encore Wílmar Barrios.

#### Directeur technique au Parme Calcio (2021-2022)
En avril 2021, il signe son retour en Italie et rejoint le club de Parme, pensionnaire de Serie B.

#### Directeur du football à l'Olympique de Marseille (2022-2023)
Doté d'une solide expérience à travers l'Europe et d'un réseau étendu, il devient en juillet 2022 directeur du football de l'Olympique de Marseille où il retrouve Pablo Longoria avec qui il a officié à la Juventus FC de 2015 à 2017. Dans le quotidien sportif italien Tuttosport, Longoria déclare au sujet de Ribalta : « Travailler à ses côtés, c'était comme fréquenter l'université du mercato ». La mission du natif de Barcelone au sein de l'Olympique de Marseille consiste notamment à définir et organiser l’ensemble de la politique sportive du club. De plus, Ribalta est chargé de mener les négociations lors des transferts de joueurs, ce qui permet à Longoria de pouvoir se focaliser davantage sur la politique globale du club. Durant le mercato estival 2022, il contribue à renforcer l'effectif du club marseillais avec les arrivées de Chancel Mbemba, Eric Bailly, Jordan Veretout ou encore du Chilien Alexis Sánchez qu’il avait fait venir à Manchester United durant le mercato hivernal 2018. Le 11 octobre 2023, le club marseillais annonce son départ.

#### Directeur du football à l'AEK Athènes (2024-)
Le 9 octobre 2024, il est nommé directeur du football à l'AEK Athènes.